# تنظیم نسل نو هزاره
تنظیم نسل نو هزاره (انگلیسی: Tanzeem Nasle Nau Hazara) یک سازمان رفاهی مستقر در کویتهٔ پاکستان است که از سال ۱۹۶۵ (میلادی) برای رفاه مردم هزاره کار می‌کند.